# Prinsepia

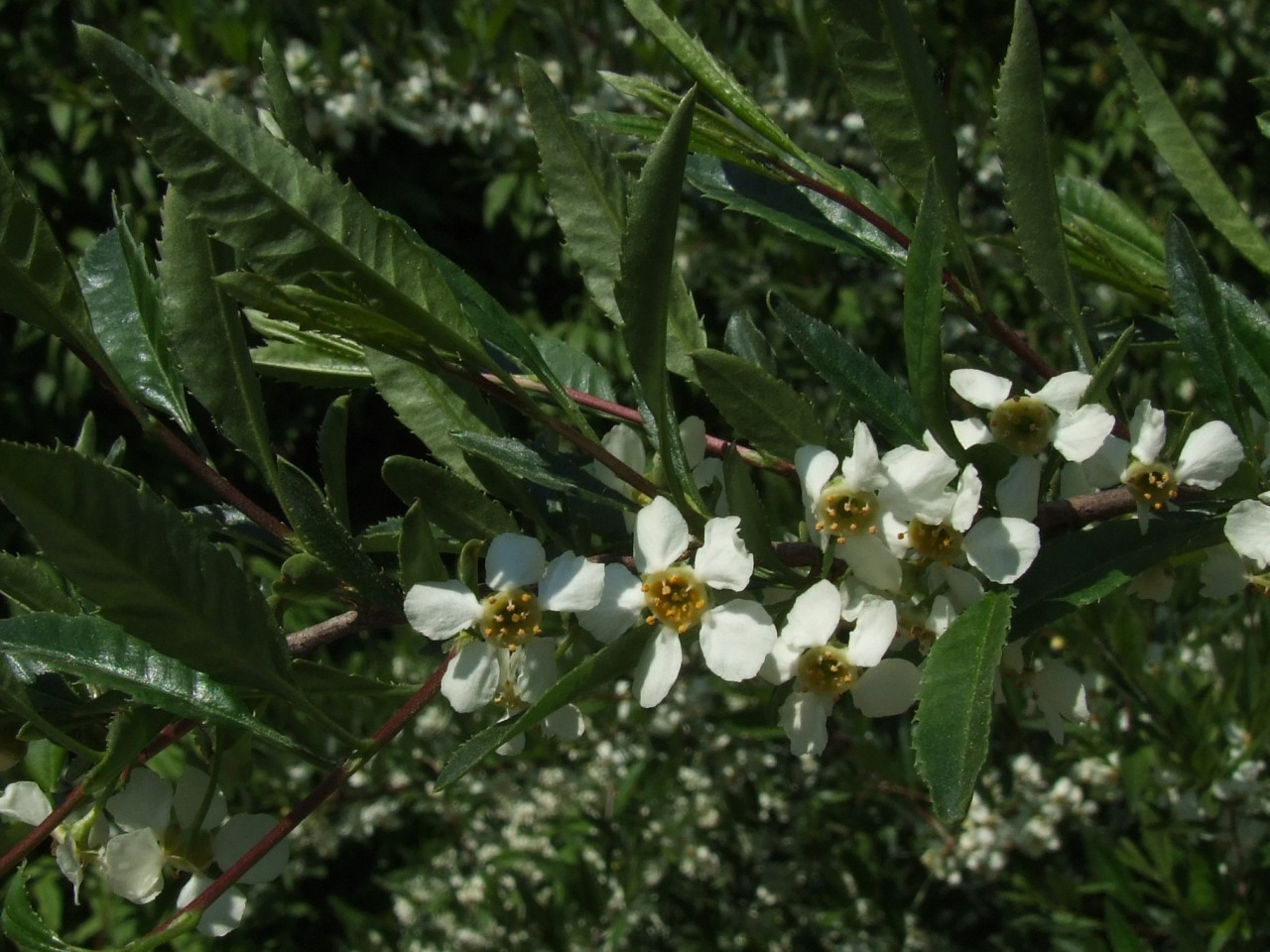
Prinsepia uniflora

Prinsepia (Prinsepia Royle) – rodzaj roślin z rodziny różowatych. Obejmuje cztery gatunki. Występują one w Azji na obszarze Himalajów w Pakistanie i Indiach poprzez Mjanmę, Chiny po Półwysep Koreański i Kraj Nadmorski w Federacji Rosyjskiej. Rosną w zbiorowiskach zaroślowych i na nagich stokach wzniesień.
Z nasion Prinsepia utilis wyrabiany jest olej. Owoce są też jadalne. Bywają uprawiane jako ozdobne.
Nazwa rodzaju utworzona została przez Johna F. Royle'a na cześć jego przyjaciela, sekretarza Royal Asiatic Society – Jamesa Prinsepa (1799–1840).

## Morfologia
PokrójZwykle niskie krzewy o łukowato przewisających pędach. Rzadziej o pędach wyprostowanych. Na pędach występują ciernie. Rdzeń w pędach pusty, z blaszkowatymi przegrodami.
LiścieSkrętoległe i sezonowe, rozwijające się wcześnie (w połowie kwietnia) i wcześnie opadające (w sierpniu). Liście wsparte są szydlastymi, drobnymi i szybko opadającymi przylistkami. Ogonki są krótkie, blaszki przeważnie lancetowate, całobrzegie lub drobno piłkowane.
KwiatyDrobne i bardzo liczne, obupłciowe. Krótkoszypułkowe lub siedzące, wyrastają pojedynczo, w pęczkach lub gronach na krótkopędach rozwijających się na ubiegłorocznych pędach. Działki kielicha w liczbie 5, są nierówne i trwałe. Płatki korony zaokrąglone, z krótkim paznokciem u nasady, zwykle białe, ale też kremowe lub żółte. Pręcików 10 lub więcej, na krótkich nitkach. Zalążnia górna, jednokomorowa, z dwoma zalążkami. Szyjka słupka wyrasta z pozycji bocznej, zwieńczona jest główkowatym znamieniem.
OwocePestkowce, kuliste do eliptycznych, po dojrzeniu czerwone lub fioletowoczarne, na powierzchni woskowane. Miąższ soczysty otacza pojedynczą, twardą pestkę.

## Systematyka
Pozycja systematyczna według Angiosperm Phylogeny Website (2001...)
Rodzaj Prinsepia należy do plemienia Osmaronieae Rydberg, podrodziny Spiraeoideae C. Agardh, rodziny różowatych (Rosaceae), zaliczanej do obszernego rzędu różowców (Rosales) i wraz z nim do kladu różowych w obrębie okrytonasiennych.
Pozycja w systemu Reveala (1993–1999)
Gromada okrytonasienne (Magnoliophyta Cronquist), podgromada Magnoliophytina Frohne & U. Jensen ex Reveal, klasa Rosopsida Batsch, podklasa różowe (Rosidae Takht.), nadrząd Rosanae Takht., rząd różowce (Rosales Perleb), podrząd Rosineae Erchb., rodzina różowate (Rosaceae Juss.), rodzaj Prinsepia Royle.
Wykaz gatunków
- Prinsepia scandens Hayata
- Prinsepia sinensis (Oliv.) Hallier – prinsepia mandżurska
- Prinsepia uniflora Batalin – prinsepia jednokwiatowa, p. chińska
- Prinsepia utilis Royle

## Zastosowanie i uprawa
Niektóre gatunki są uprawiane jako rośliny ozdobne. Są łatwe w uprawie, nie mają specjalnych wymagań co do gleby, mogą rosnąć zarówno na stanowisku słonecznym, jak i w półcieniu. Rozmnaża się je przez sadzonki, odkłady lub nasiona. Nasiona wymagają przed siewem stratyfikacji w piasku. Młode rośliny przez pierwsze dwa–trzy lata należy chronić przed mrozami w chłodnej szklarni.